# Прашєнс
Прашєнс (Preixens) — муніципалітет в Іспанії, у складі Комарка Ногера, у провінції Леріда, Каталонія.